# Julia Alexandrátou
Julia Alexandrátou, en grec moderne : Τζούλια Αλεξανδράτου, (24 novembre 1985), est un mannequin, une chanteuse, actrice, présentatrice de télévision et une ancienne actrice de film érotique grecque. 
Elle se fait connaître du grand public par sa participation au concours de beauté ANT1, en 2002, où elle remporte, à l'âge de 16 ans, le titre de Miss Young '02. Elle participe ensuite à nouveau au même concours, en 2006, où elle remporte le titre Miss B Star Hellas 2006. Après sa participation au concours, elle présente des émissions de télévision telles que Megalicious Chart Live, Music Bee et Avec Julia (Με την Τζούλια). Elle joue les rôles principaux dans Psychemía (el)} (2007) et Les Pontiens : Nouvelle génération (Οι Πόντιοι: New Generation). Elle apparaît également dans des boîtes de nuit et est le sujet de dizaines de photos et de couvertures dans des magazines en Grèce et à l'étranger. En 2010 est sorti le film érotique Julia Alexandrátou - L'interdit (Τζούλια Αλεξανδράτου - Το Απαγορευμένο), dans lequel elle joue. 